# Pierre Marie Barthélemy Ferino
Pierre Marie Barthélemy Ferino (23 de agosto de 1747, Craveggia - 28 de junio de 1816, París) fue un general y político de Francia. Nacido en Saboya, era hijo de un oficial de bajo rango del ejército de los Habsburgo. En 1789, durante la Revolución Francesa, se trasladó a Francia, donde recibió un puesto en el ejército francés. En 1793, sus tropas lo depusieron, por su estricta disciplina, pero fue inmediatamente reinstalado y ascendió rápidamente en las filas del estado mayor. Ayudó a empujar a los austríacos de regreso a Baviera en la campaña de verano de 1796, y luego cubrió la retirada de Moreau a Francia ese mismo año, defendiendo el puente del Rin en Hüningen hasta que las últimas unidades cruzaron a un lugar seguro.
Ferino comandó el ala más meridional del Ejército del Danubio en 1799 y participó en las batallas de Ostrach y Stockach. Napoleón le otorgó la Gran Cruz de la Legión de Honor en 1804; en 1805, Ferino se convirtió en senador y en 1808 se volvió Conde del Imperio. Ferino es uno de los nombres inscritos en el Arco de Triunfo, específicamente está en la columna 14.

## Familia
Barthélemy Ferino nació en Craveggia, en el valle de Vigezzo, cerca de la frontera de la Confederación Suiza. Esta sección se conocía como el Piamonte que, en el momento de su nacimiento, estaba bajo el gobierno de la Casa de Saboya. Su padre, Bernardo Ferino, era oficial del llamado regimiento Bender y sirvió en el ejército austríaco durante la Guerra de los Siete Años. Barthélemy Ferino entró en el servicio militar austríaco en 1768 y en 1779 fue nombrado capitán. Sus ascensos en el ejército de los Habsburgo fueron pocos. Respondiendo a las desigualdades percibidas, en el momento de la Revolución Francesa se trasladó a Francia y, en 1792, adquirió una comisión en el ejército francés.

## Servicio en las guerras revolucionarias francesas
El 1 de agosto de 1792, fue nombrado teniente coronel de la Legión de Biron, también llamada Cazadores del Rin, parte del Ejército del Rin bajo el mando general de Philippe Custine. Ferino fue nombrado general de brigada en diciembre, y el 23 de agosto de 1793, fue ascendido a general de división, al mando de la vanguardia. Aunque fue depuesto por mantener una disciplina demasiado estricta, fue reintegrado inmediatamente; fue asignado al Ejército de Mosela bajo el mando de Jean Victor Moreau. En 1795 fue nombrado Teniente General del Ejército del Rin y Mosela, y en 1796, Comandante del ala derecha en el Ejército del Rin y Mosela. Con esta fuerza, participó en la batalla de Landau y ayudó a Moreau y Jean-Baptiste Jourdan a empujar al ejército austríaco desde Renania a Baviera en la campaña de verano de 1796. Derrotó al Ejército Emigré de Conde en Bregenz, en el lago de Constanza. En el subsiguiente resurgimiento de Austria, realizó maniobras de cobertura con el flanco derecho para proteger al ejército principal de Moreau mientras se retiraban a través del sur de Alemania en agosto y septiembre de ese año; participó en la batalla de Schliengen. Cuando los franceses se retiraron después de Schliengen, defendió el cruce del Rin en Hüningen, al norte de la ciudad suiza de Basilea, hasta que las últimas unidades francesas cruzaron el río para ponerse a salvo.
Durante el intento de golpe realista en 1797, Ferino fue acusado de tener inclinaciones realistas y destituido de su mando, pero volvió al servicio activo en 1798 como parte del Ejército de Mainz (en francés: Armée de Mayence). Continuó con la rigurosa disciplina por la que se hizo conocido y sus tropas mantuvieron el buen orden, a pesar de los numerosos abusos de otras tropas que se produjeron en la región del Rin. A finales de 1798, comandó el antiguo Ejército de Mainz, ahora llamado Ejército de Observación cuando, en noviembre, Jean Baptiste Jourdan asumió el mando y organizó el ejército para la planeada invasión del sur de Alemania en 1799.
En la Guerra de la Segunda Coalición, como comandante de la 1.º División del Ejército del Danubio, Ferino dirigió la división a través del río Rin en Hüningen, pasó por el Ducado de Baden y marchó hacia Schaffhausen. Estaba familiarizado con este territorio desde la campaña de 1796. Su división aseguró el flanco derecho de la fuerza principal de Jourdan para la batalla de Ostrach el 21 de marzo de 1799. A pesar de que sus tropas permanecieron fuera de la zona donde se daba la batalla principal, durante la retirada, una parte de su columna fue cortada por el ejército del Archiduque Carlos y capturada.
En la retirada de Ostrach, volvió a asegurar el flanco y volvió sobre sus pasos hacia el oeste hacia Bodman, un pequeño pueblo en el punto más occidental del lago de Constanza, cerca de Stockach. Desde allí, protegió al ejército principal de una aproximación austríaca desde Suiza en Stockach en marzo de 1799.
Mientras mantenía un cordón entre las fuerzas austríacas que se acercaban desde Suiza, bajo el mando del Barón von Hotze, la mayor parte de la división de Ferino participó en un asalto simultáneo en las primeras horas del enfrentamiento en Stockach. Junto con parte del Centro bajo el mando de Joseph Souham (la 2.º División del Ejército del Danubio), asaltaron la izquierda austriaca, pero fueron detenidos por un número abrumador de soldados enemigos. Ferino intentó atacar de nuevo, iniciando su asalto con un cañoneo, seguido de un ataque a través del bosque a ambos lados de la carretera entre Asch y Stockach. Dos columnas realizaron dos ataques, y ambos fueron rechazados; finalmente, Ferino sumó su tercera columna al asalto, que resultó en que los austriacos reorganizaran su línea, poniendo cañones en el centro para que realicen un pesado cañoneo. Ferino no pudo responder, porque se había quedado sin munición de artillería, pero sus tropas con sus bayonetas cargaron contra el pueblo de Wahlwiess, capturándolo. Sin embargo, se vieron obligados a abandonar la aldea en la oscuridad.

## Relación con Napoleón
Inmediatamente después del golpe del 18 de brumario, Napoleón nombró a Ferino comandante de la 8.ª División. Se convirtió en miembro y gran oficial de la Légion d'honneur el 19 de frimaire y el 25 de prairial, respectivamente. Napoleón le dio un puesto en el Senado de Florencia y lo nombró Conde del Imperio en 1808, y luego lo nombró gobernador militar de los Países Bajos. En 1813, Ferino organizó la Guardia Nacional de los Países Bajos.

## Relación en la Restauración
Como miembro del Senado francés, Ferino votó para solicitar la abdicación de Napoleón en 1814 y en 1815 no participó en los Cien Días, el regreso de Napoleón del exilio en Elba. Después de la restauración, Luis XVIII mantuvo los honores y el rango de Ferino, y le otorgó un certificado de ciudadanía naturalizada. Esto le permitió continuar sentado en la nueva Cámara de los Pares. Férino murió en París el 28 de junio de 1816. Su nombre está grabado en el Arco de Triunfo de París.